# Hefty Fine
Hefty Fine (engl.: saftige Geldstrafe) ist das vierte Studioalbum der US-amerikanischen Alternative-Rock-Band Bloodhound Gang. Es erschien am 27. September 2005 bei Geffen Records und war das erste Album der Band seit sechs Jahren.

## Entstehung
Nach längerer Pause gingen die Arbeiten an einem neuen Album im Jahre 2005 los. Eigentlich sollte das Album Heavy Flow heißen, jedoch wurde die Idee wieder verworfen, da ein Song von Moby denselben Namen trägt. In E-Mails zwischen Jimmy Pop und Lüpüs Thünder zum Thema des Albumnamens entstand danach der Running Gag hefty fine, der später als Titel verwendet wurde.
Am 26. Juli 2005 erschien mit Foxtrot Uniform Charlie Kilo die Vorab-Single, das Album selber erschien am 23. September 2005.

## Artwork
Auf dem Cover ist ein fülliger Mann zu sehen, der nackt in einer Kiste liegt. Als Fotomodell diente hierfür Carlin Langley, das Bild wurde von der deutschen Fotografin Nela König aufgenommen. Das Cover des Albums wurde von laut.de auf Platz 7 der schlimmsten Cover aller Zeiten gewählt, die Süddeutsche Zeitung listete das Cover unter den 99 schlechtesten Covern aller Zeiten. Außerdem war das Cover als Poster der CD beigelegt.

## Titelliste
1. Strictly for the Tardcore – 0:08
2. Balls Out – 4:19
3. Foxtrot Uniform Charlie Kilo – 2:52
4. I'm the Least You Could Do – 3:58
5. Farting with a Walkman On – 3:26
6. Diarrhea Runs in the Family – 0:23
7. Ralph Wiggum – 2:52
8. Something Diabolical – 5:10
9. Overheard in a Wawa Parking Lot – 0:04
10. Pennsylvania – 2:57
11. Uhn Tiss Uhn Tiss Uhn Tiss – 4:20
12. No Hard Feelings – 9:14

## Singleauskopplungen
| Jahr | Titel                                   | Höchstplatzierung, Gesamtwochen, AuszeichnungChartplatzierungen (Jahr, Titel, , Platzierungen, Wochen, Auszeichnungen, Anmerkungen) | Höchstplatzierung, Gesamtwochen, AuszeichnungChartplatzierungen (Jahr, Titel, , Platzierungen, Wochen, Auszeichnungen, Anmerkungen) | Höchstplatzierung, Gesamtwochen, AuszeichnungChartplatzierungen (Jahr, Titel, , Platzierungen, Wochen, Auszeichnungen, Anmerkungen) | Höchstplatzierung, Gesamtwochen, AuszeichnungChartplatzierungen (Jahr, Titel, , Platzierungen, Wochen, Auszeichnungen, Anmerkungen) | Höchstplatzierung, Gesamtwochen, AuszeichnungChartplatzierungen (Jahr, Titel, , Platzierungen, Wochen, Auszeichnungen, Anmerkungen) | Anmerkungen                             |
| Jahr | Titel                                   | DE | AT | CH | UK | US | Anmerkungen                             |
| ---- | --------------------------------------- | --- | --- | --- | --- | --- | --------------------------------------- |
| 2005 | Foxtrot Uniform Charlie Kilo (F.U.C.K.) | DE15 (15 Wo.)DE | AT10 (23 Wo.)AT | CH47 (9 Wo.)CH | UK47 (2 Wo.)UK | — | Erstveröffentlichung: 30. August 2005   |
| 2005 | Uhn Tiss Uhn Tiss Uhn Tiss              | DE15 (17 Wo.)DE | AT10 (22 Wo.)AT | CH76 (11 Wo.)CH | — | — | Erstveröffentlichung: 25. November 2005 |
| 2005 | Pennsylvania                            | — | — | — | — | — | Erstveröffentlichung: 2005              |
| 2006 | No Hard Feelings                        | — | — | — | — | — | Erstveröffentlichung: 25. April 2006    |

## Rezeption

### Rezensionen
Vicky Butscher vergibt auf laut.de 2 von 5 Sterne und schreibt, dass das Konzept der Bloodhound Gang immer noch sehr gut aufgehe, das Album musikalisch aber komplett uninteressant sei.
Jochen Gedwin von plattentests.de meint, dass manche Leute das Album lieben und andere es hassen werden, wobei letzteres ziemlich schwierig sei. Er vergibt 7 von 10 Punkte.
Auf in-your-face.de bekommt das Album 4 von 10 Punkte. Dort wird kritisiert, dass 9 echte Songs zu wenig seien und dass Hefty Fine einfach zu durchkalkuliert wirkt.
Caroline Daamen meint auf der Website der Süddeutschen Zeitung, dass das Album zwar nicht für jeden etwas sei, das Album aber insbesondere für jüngere Leute gute Laune verbreiten könne.
whiskey-soda.de vergibt die Schulnote 2+ und bezeichnet die Platte als typisches Album der Bloodhound Gang. Qualitativ gehöre das Album zum oberen Drittel.
Matthias Reichel vergibt auf cdstarts.de 3 von 10 Punkte und bezeichnet die Songs als unglaublich schwach und die Texte als witzlos.

### Charts und Chartplatzierungen
| ChartsChartplatzierungen       | Höchstplatzierung | Wochen |
| ------------------------------ | ----------------- | ------ |
| Deutschland (GfK)              | 7 (26 Wo.)        | 26     |
| Österreich (Ö3)                | 4 (27 Wo.)        | 27     |
| Schweiz (IFPI)                 | 24 (19 Wo.)       | 19     |
| Vereinigte Staaten (Billboard) | 24 (6 Wo.)        | 6      |

| ChartsJahrescharts (2005) | Platzierung |
| ------------------------- | ----------- |
| Deutschland (GfK)         | 91          |
| Österreich (Ö3)           | 47          |

### Auszeichnungen für Musikverkäufe
| Land/Region               | Auszeichnungen für Musikverkäufe (Land/Region, Auszeichnung, Verkäufe) | Verkäufe |
| ------------------------- | ---------------------------------------------------------------------- | -------- |
| Deutschland (BVMI)        | Gold                                                                   | 100.000  |
| Österreich (IFPI)         | Gold                                                                   | 15.000   |
| Vereinigte Staaten (RIAA) | —                                                                      | 38.066   |
| Insgesamt                 | 2× Gold ·                                                              | 153.066  |

## Trivia
- Der Text zum Song Ralph Wiggum besteht aus Zitaten der Simpsons-Figur Ralph Wiggum.[1][7]
- Foxtrot Uniform Charlie Kilo ist eine Codierung im NATO-Alphabet für „Fuck“.
- Bam Margera spielt im Video zu Foxtrot Uniform Charlie Kilo mit und fährt dort ein Bananen-Auto.[1][7][11] Außerdem ist er auf dem Bonus-Track zu hören.
- Vor der Veröffentlichung des Albums startete die Band eine Kampagne mit dem Zweck, ihren Song Pennsylvania zur offiziellen Hymne des gleichnamigen Bundesstaates zu machen.[22]
- HIM-Sänger Ville Valo übernahm im Song Something Diabolical einige Gesangsparts.[7][12]